# 僧樸
僧樸（そうぼく、1719年（享保4年） － 1762年11月8日（宝暦12年9月23日））は、江戸時代の浄土真宗本願寺派の僧。多くの学僧を育てた。俗姓は高橋。法名ははじめ関樸。字は抱質。号は休々子、昨夢廬。諡は陳善院。

## 概要
越中国（現・富山県射水市）に生まれる。14歳で父を失い無常を感じ、15歳で霊潭の講義を聴いたことを機縁に、翌年誓光寺で得度、学僧を志す。1736年（享保21年 / 元文元年）に上洛、西本願寺学林で法霖（西本願寺第4代能化）に師事する。
30歳のころ、堺（現・大阪府堺市）の小山屋久兵衛の帰依を受け、摂津国に祐貞寺を開創する。1760年（宝暦10年）の秋、祐貞寺から京都の宏山寺に移る。
西本願寺学林で講義し、僧鎔（空華轍の祖）、慧雲（芸轍の祖）、仰誓、智洞（西本願寺第7代能化）などの弟子を育てた。法霖の死後13年にわたり空位が続いた能化職に、義教が1755年（宝暦5年）に就任したのも、僧樸が彼を講師に推薦したことがきっかけであった。

## 人物
僧樸は若い頃から結核を病んでおり、また酷い近視だったと記録されている。医師・吉益東洞の診療記録である『建珠録』には、失明した僧樸が東洞の処方した薬を大量に服用し続けて視力を回復させた顛末が記されている。また、寸暇を惜しんで勉学に励むあまり、米を生のまま食べたことから「米かみ僧樸」の異名をとった。

## 著作
- 『安楽集講録』
- 『真宗念仏現益弁』
- 『真宗法要』（共編）など